# Wing Commander: Privateer
Wing Commander: Privateer est un jeu vidéo de combat spatial développé par Origin Systems et édité par Electronic Arts, sorti en 1993 sur PC (DOS).

## Accueil
- Computer Gaming World : 3,5/5[1]